# Списак генерала и адмирала Војске Југославије и СЦГ: Д и Ђ
Списак особа које су у имале генералске и адмиралске чинове у Војсци Југославије (ВЈ) и Војсци Србије и Црне Горе (ВСЦГ) чије презиме почиње на слова Д и Ђ, за остале генерале и адмирале погледајте Списак генерала и адмирала Војске Југославије и СЦГ.
напомена: Генералски, односно адмиралски чинови у ВЈ су били — генерал-армије (адмирал флоте), генерал-пуковник (адмирал), генерал-потпуковник (вице-адмирал) и генерал-мајор (контра-адмирал).

### Д
- Грујица Давидовић (1948—2025), генерал-мајор. Активна војна служба у ВЈ престала му је 2002.
- Јован Дамјановић (1937), генерал-мајор. Активна војна служба у ВЈ престала му је 1993.
- Радомир Дамјановић (1937—1997), генерал-мајор. Активна војна служба у ВЈ престала му је 1994.
- Бранислав Дашић (1945), генерал-потпуковник. Активна војна служба у ВЈ престала му је 2003.
- Божидар Делић (1956—2022), генерал-мајор. Активна војна служба у ВСЦГ престала му је 2005.
- Мићо Делић (1936—2020), генерал-потпуковник. Активна војна служба у ВЈ престала му је 1994.
- Никола Делић (1948), генерал-потпуковник. Активна војна служба у ВЈ престала му је 2002.
- Љубиша Диковић (1960), генерал-мајор. После нестанка ВСЦГ, јуна 2006. војну каријеру наставио у Војсци Србије. Активна војна служба у Војсци Србије престала му је 2018.
- Александар Димитријевић (1947), генерал-пуковник. Активна војна служба у ВЈ престала му је 1999.
- Руменко Дишовић (1944), генерал-мајор. Активна војна служба у ВЈ престала му је 1999.
- Велисав Добривојевић (1933—2011), генерал-потпуковник. Активна војна служба у ВЈ престала му је 1992.
- Љубомир Домазетовић (1934—2009), генерал-потпуковник. Активна војна служба у ВЈ престала му је 1994.
- Љубомир Драгањац (1943), генерал-потпуковник. Активна војна служба у ВЈ престала му је 2001.
- Милорад Драгојевић (1932), генерал-потпуковник. Активна војна служба у ВЈ престала му је 1993.

### Ђ
- Милан Ђаковић (1948), генерал-потпуковник. Активна војна служба у ВЈ престала му је 2002.
- Божидар Ђокић (1939—2023), генерал-мајор. Активна војна служба у ВЈ престала му је 1994.
- Иван Ђокић (1951), генерал-потпуковник. Активна војна служба у ВСЦГ престала му је 2005.
- Славољуб Ђокић (1933—2005), генерал-пуковник. Активна војна служба у ВЈ престала му је 1992.
- Бранислав Ђорђевић (1932), генерал-мајор. Активна војна служба у ВЈ престала му је 1992.
- Милорад Ђорђевић (1945), генерал-мајор. Активна војна служба у ВЈ престала му је 2002.
- Новица Ђорђевић (1939), генерал-мајор. Активна војна служба у ВЈ престала му је 2000.
- Слободан Ђорђевић (1942), генерал-мајор. Активна војна служба у ВЈ престала му је 1993.
- Милош Ђошан (1942), генерал-мајор. Активна војна служба у ВЈ престала му је 2002.
- Ратко Ђукановић (1946—2008), генерал-мајор. Активна војна служба у ВЈ престала му је 2001.
- др Михајло Ђукнић (1927—2017), санитетски генерал-мајор. Активна служба у ВЈ престала му је 1994. године.
- Војислав Ђурђевац (1937—2004), генерал-мајор. Активна војна служба у ВЈ престала му је 1992. године.
- Борисав Ђурић (1938—2023), генерал-потпуковника. Активна војна служба у ВЈ престала му је 1996. године.
- Радован Ђурић (1934), генерал-мајор. Активна војна служба у ВЈ престала му је 1992.
- Драгутин Ђуричковић (1935—2015), генерал-потпуковник. Активна војна служба у ВЈ престала му је 1992. године.
- Спасоје Ђуровић (1946), генерал-потпуковник. Активна војна служба у ВЈ престала му је 2001.